# Station Heerlen
Station Heerlen is sinds 1 januari 1896 het spoorwegstation van Heerlen. Op die dag werd de door Henri Sarolea gebouwde spoorlijn Herzogenrath – Sittard officieel in gebruik genomen. Lang was het het enige station binnen de gemeentegrenzen, maar sinds 1982 valt door een gemeentelijke herindeling ook het station van Hoensbroek binnen de grenzen van Heerlen. In 2007 werd aan de lijn richting Landgraaf het in 2018 weer gesloten station de Kissel in gebruik genomen, in 2010 gevolgd door station Heerlen Woonboulevard aan de lijn naar Maastricht. Hierdoor kent de gemeente sinds de sluiting van station Heerlen de Kissel drie stations.
Station Heerlen was tot de sluiting van de mijn Oranje-Nassau I een belangrijk vervoersknooppunt in de Oostelijke Mijnstreek. Het oude station van Heerlen lag direct naast deze steenkolenmijn. In 1985 is het oude stationsgebouw gesloopt en is er een nieuw stationsgebouw voor in de plaats gekomen. Anno 2022 is dat gebouw gesloopt om plaats te maken voor het nieuwbouwproject Maankwartier. Dit project omvat de herinrichting van het voormalige mijnterrein, CBS-terrein en stationsomgeving. Aan de oostzijde bevindt zich het over de sporen gebouwde Spoorplein, dat via trappen naar beneden toegang geeft tot het stadscentrum aan de zuidzijde, en tot de noordzijde. Heerlen heeft twee perrons met in totaal vijf perronsporen; de doorgaande sporen 1, 3, 4 en 5 en kopspoor 2. Voor mei 2022 waren er alleen vier doorgaande sporen.

## Treinverbindingen
De volgende treinseries halteren in de dienstregeling 2025 te Heerlen:
| Serie            | Treinsoort                                             | Route | Bijzonderheden |
| ---------------- | ------------------------------------------------------ | --- | --- |
| 3900             | Intercity (NS)                                         | Enkhuizen – Hoorn – Amsterdam Centraal – Utrecht Centraal – 's-Hertogenbosch – Eindhoven Centraal – Weert – Roermond – Sittard – Heerlen | Stopt niet in Zaandam. Rijdt in de avonduren en van vrijdag t/m zondag de hele dag enkel tussen Eindhoven Centraal en Heerlen. Wordt in de avonduren en van vrijdag t/m zondag de hele dag vervangen door intercity 2900. Rijdt van maandag t/m donderdag in de avonduren enkel tussen Sittard en Heerlen en rijdt dan 1x/uur. |
| 18900 RE 18 S 43 | Sneltrein / Regional-Express / S-trein (Arriva / NMBS) | (Luik-Guillemins – ) Maastricht – Heerlen – Landgraaf – Herzogenrath – Aachen Hbf                                                        | Drielandentrein (LIMAX). Tussen Luik-Guillemins en Maastricht wordt 1x/uur gereden. Tussen Maastricht en Aachen wordt 2x/uur gereden. |
| 32000 RS 18      | Stoptrein (Arriva)                                     | Maastricht Randwyck – Maastricht – Heerlen – Landgraaf – Eygelshoven – Chevremont – Kerkrade Centrum                                     | |
| 32500 RS 15      | Stoptrein (Arriva)                                     | Sittard – Heerlen | |

## Aansluitend vervoer
Aan de achterzijde van het station bevindt zich het busstation van vervoersbedrijf Arriva Limburg. Hier vertrekken bussen naar diverse bestemmingen in Limburg en naar Aken. Deze busdienst naar Aken wordt om en om gereden door Arriva en ASEAG. 

## Afbeeldingen

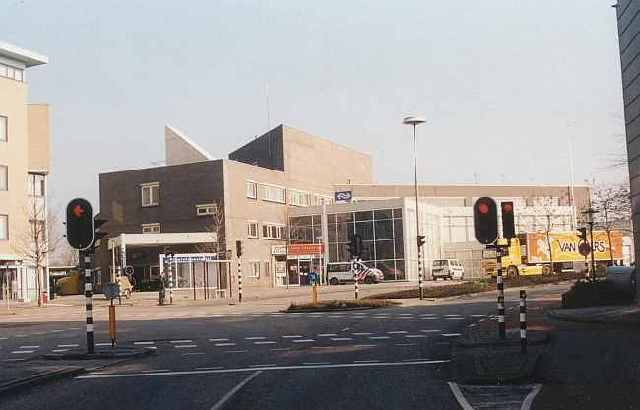
Station Heerlen, 2006
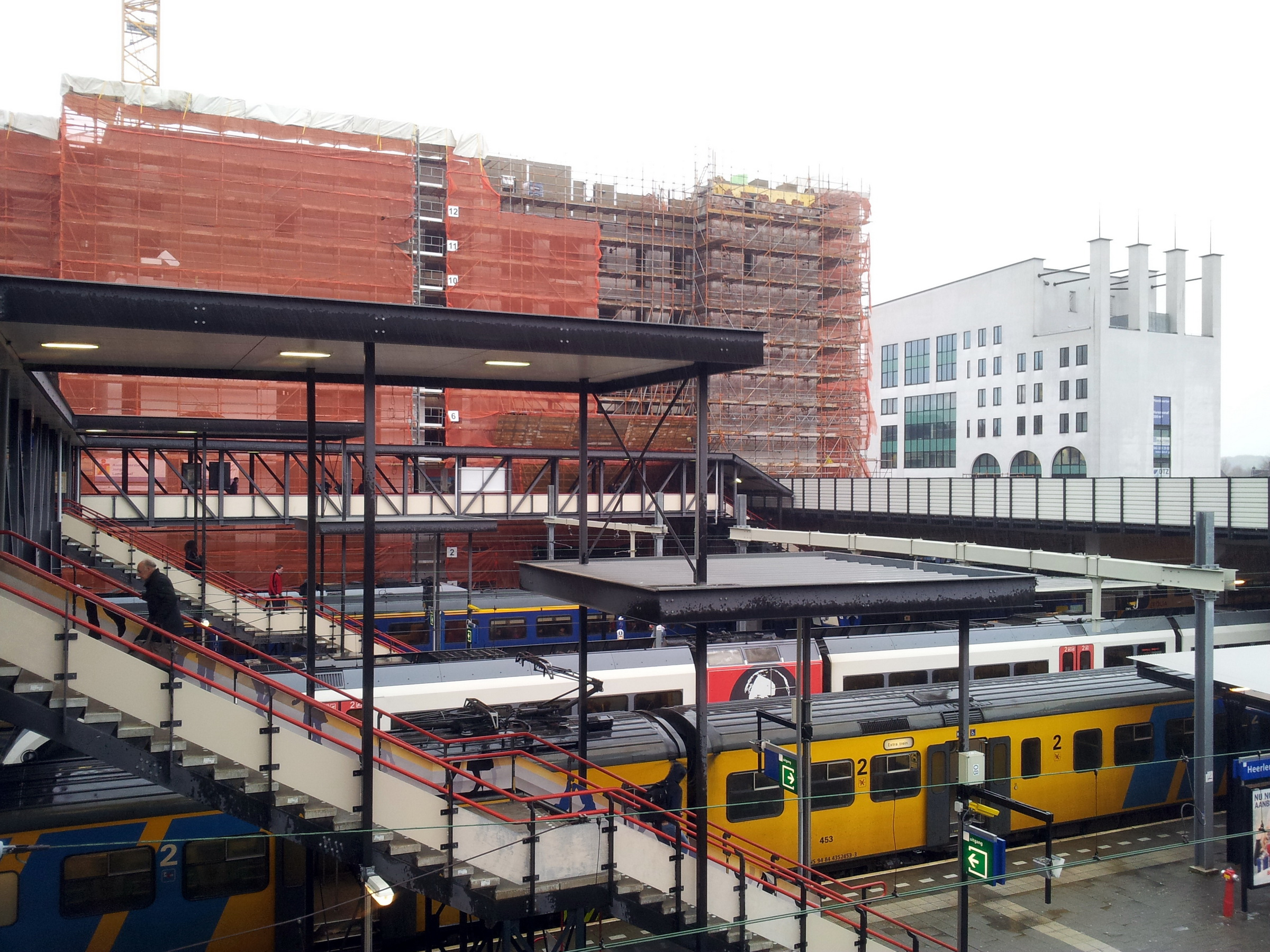
Bouw Maankwartier, 2015
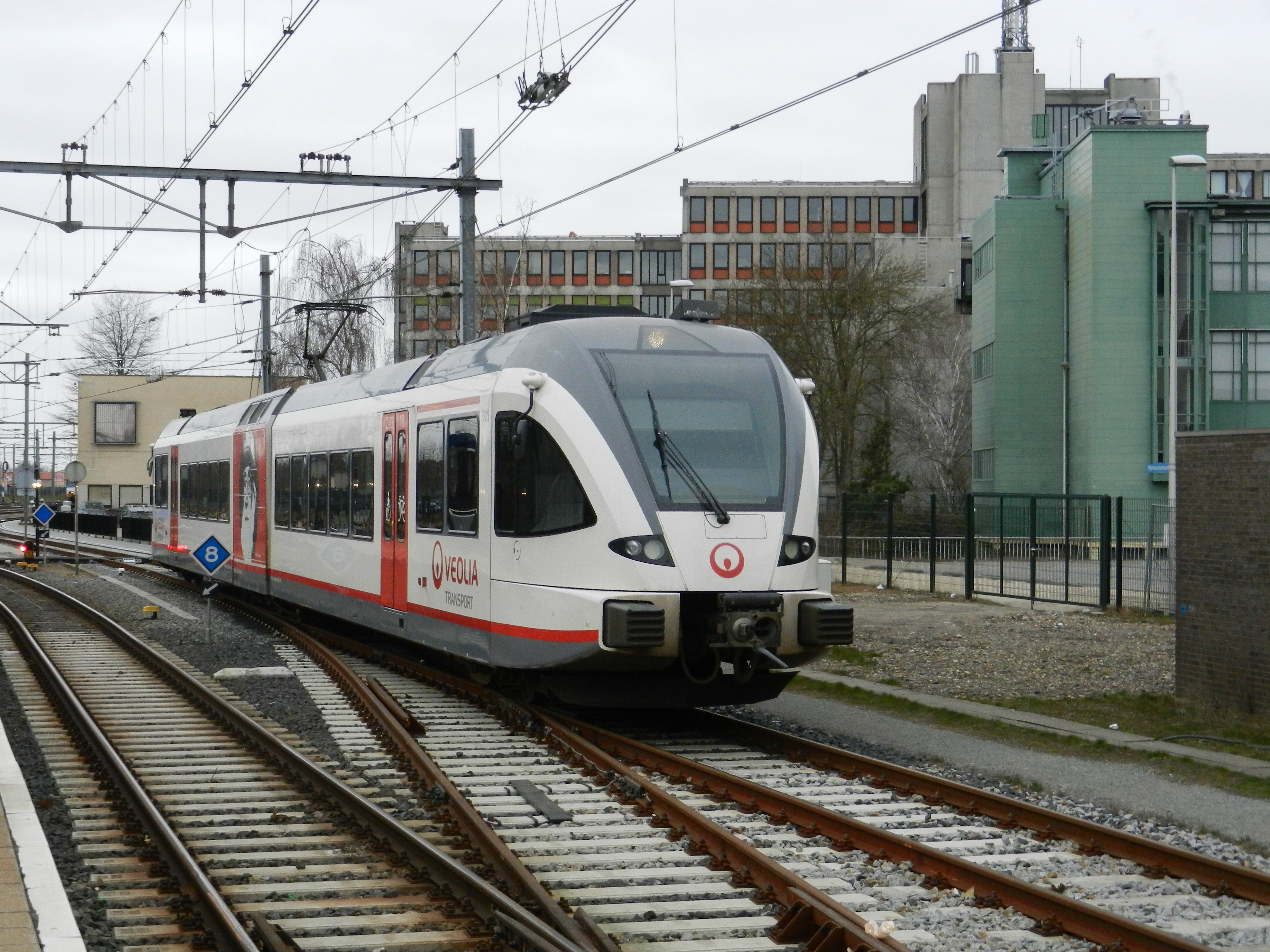
Veolia Stoptrein, 2016
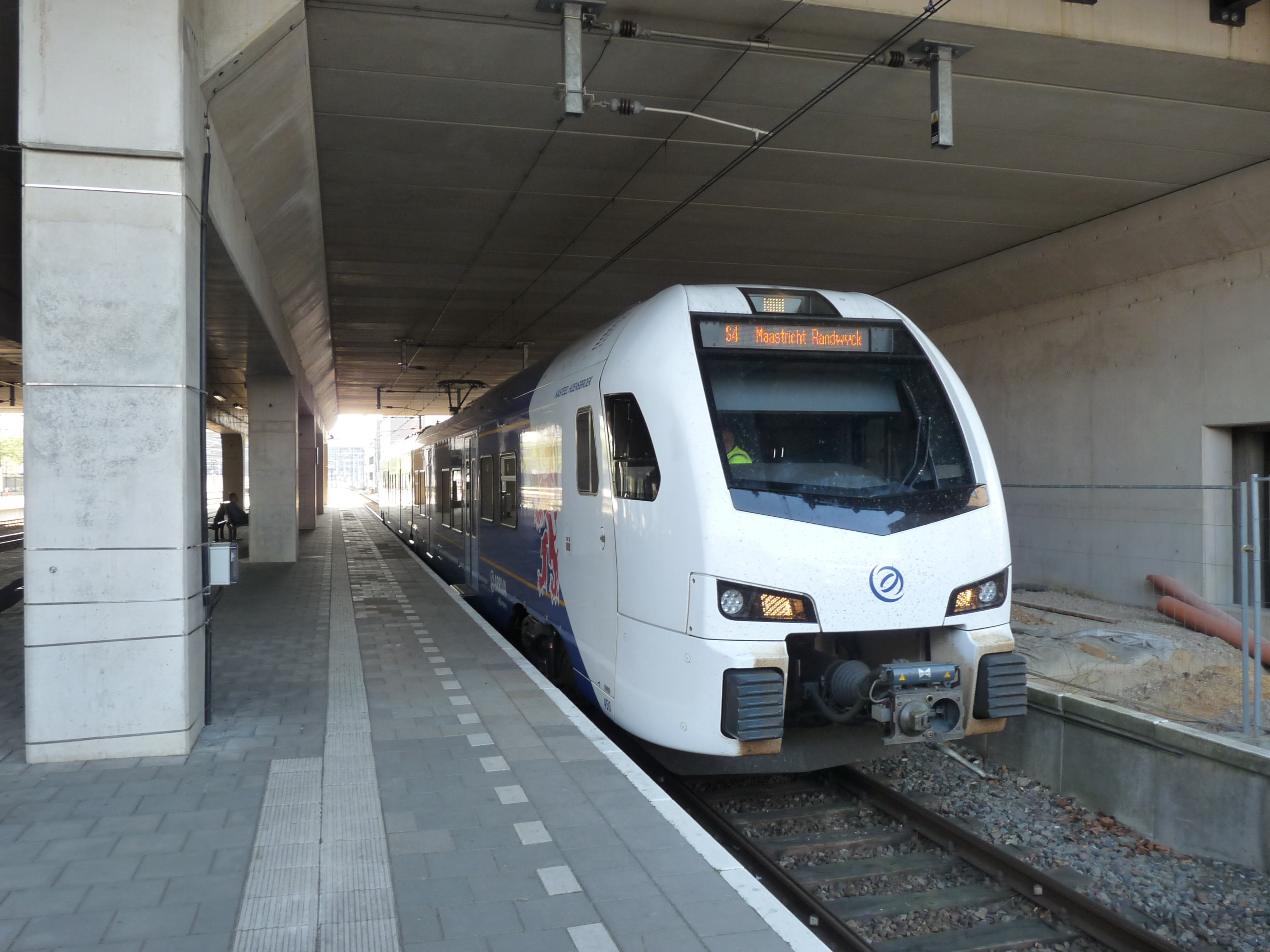
Arriva Stoptrein, 2018
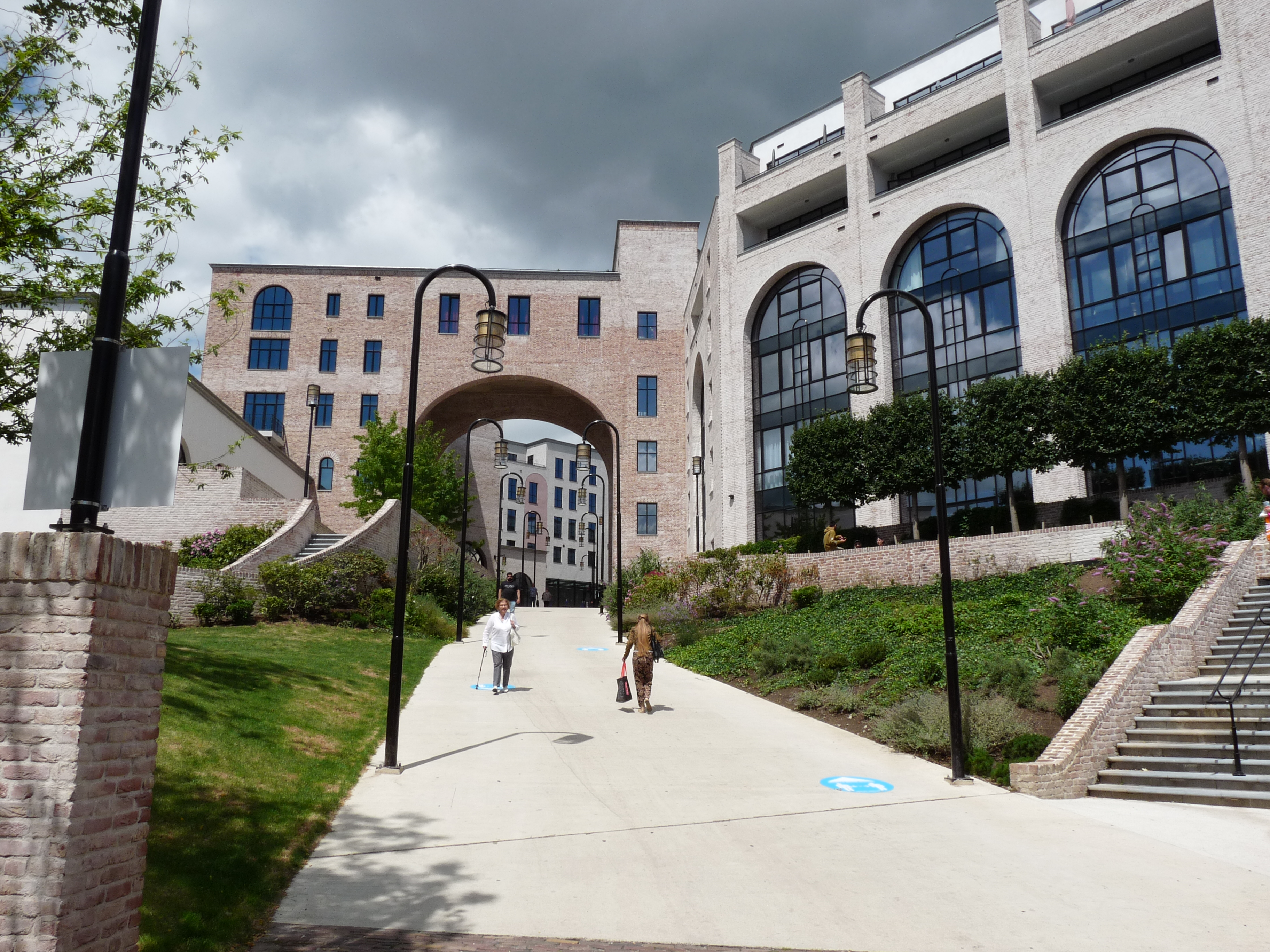
De stationsomgeving in 2020
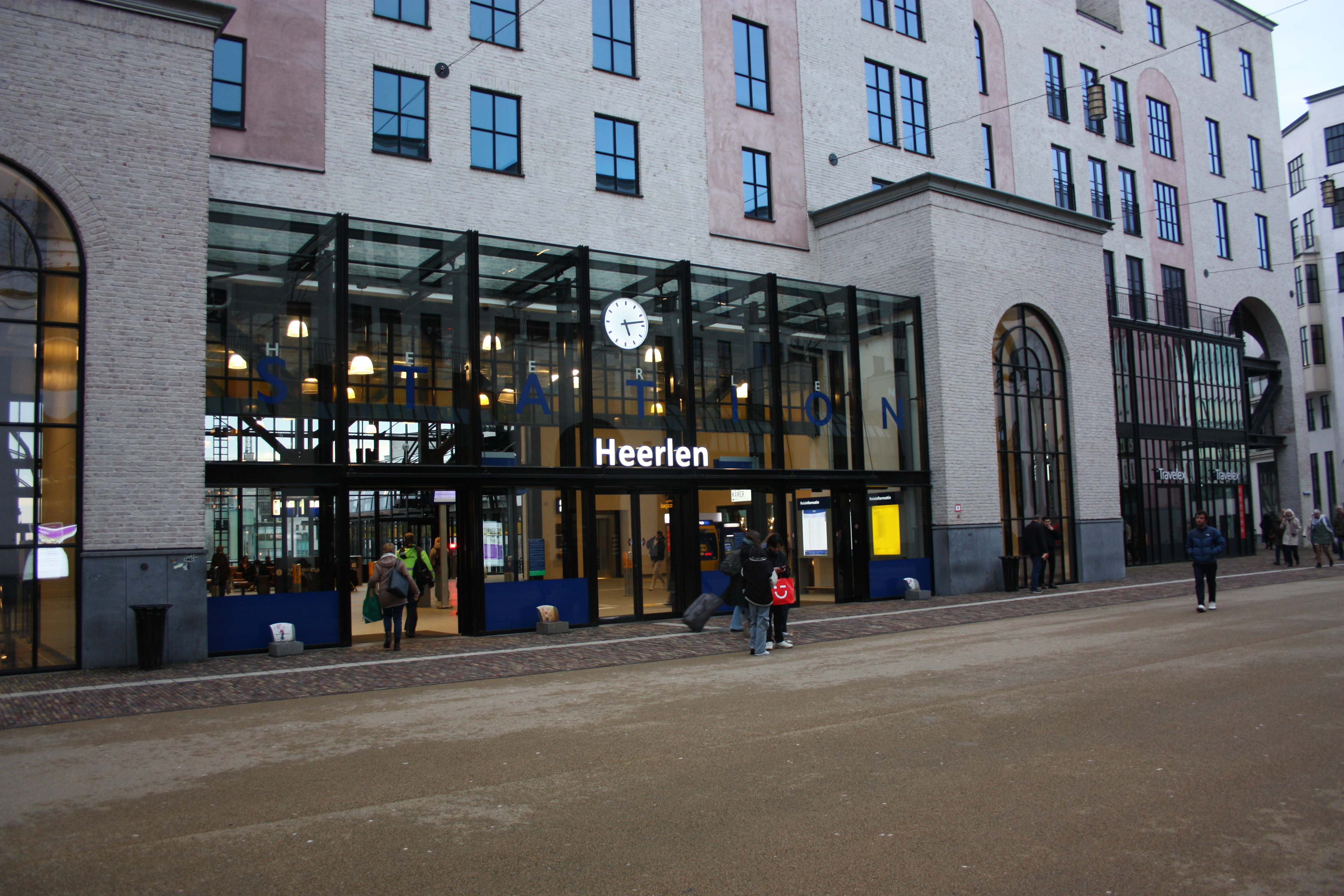
Ingang van het station, 2025
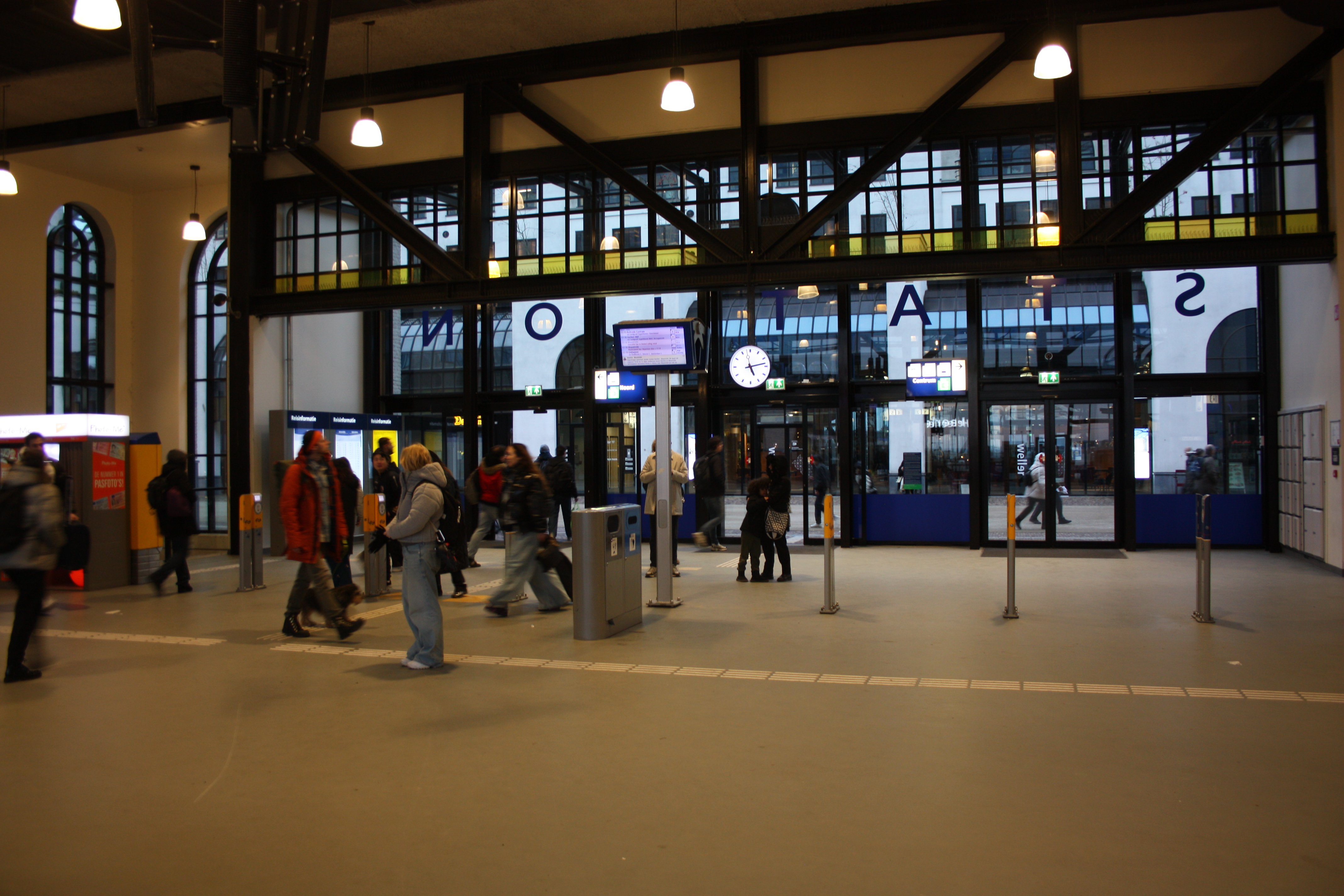
Stationshal, 2025

## Ontwikkeling aantal reizigers
Het aantal door NS vervoerde reizigers (per gemiddelde werkdag) ontwikkelde zich sedert 2019 als volgt:
| Jaar | Aantal reizigers |
| ---- | ---------------- |
| 2019 | 4.642            |
| 2020 | 1.909            |
| 2021 | 1.817            |
| 2022 | 2.813            |
| 2023 | 3.871            |
| 2024 | 3.819            |

0: Sittard · 2: Ophoven · 4: 
Geleen Oost · 7:
Spaubeek · 9:
Schinnen · 12:
Nuth · 15:
Hoensbroek · 19:
Heerlen · 20:
Heerlen de Kissel · 22:
Landgraaf · 25:
Eygelshoven Markt · 26:
Kerkrade Rolduc (Haanrade) · 27: Rolduc Lokaal · 29:
Herzogenrath
0: Heerlen ·
Heerlen Woonboulevard ·
2: Voerendaal ·
6: Klimmen-Ransdaal ·
8: Schin op Geul
Beek-Elsloo ·
Blerick · 
Bunde · 
Chevremont · 
Echt ·
Eijsden ·
Eygelshoven ·
-Markt · 
Geleen:
-Lutterade · 
-Oost · 
Heerlen ·
-Woonboulevard ·
Hoensbroek · 
Horst-Sevenum · 
Houthem-Sint Gerlach · 
Kerkrade Centrum ·
Klimmen-Ransdaal · 
Landgraaf · 
Maastricht ·
-Noord · 
-Randwyck · 
Meerssen ·
Mook-Molenhoek ·
Nuth · 
Reuver · 
Roermond ·
Schin op Geul · 
Schinnen · 
Sittard · 
Spaubeek · 
Susteren · 
Swalmen · 
Tegelen · 
Valkenburg · 
Venlo · 
Venray ·
Voerendaal · 
Weert
Voormalige stations: zie de lijst van voormalige spoorwegstations in Limburg (Nederland)